# 三浦佳生
三浦 佳生（みうら かお、英語: Kao Miura、2005年6月8日 - ）は、日本のフィギュアスケート選手（男子シングル）。東京都出身。目黒日本大学高等学校卒業。明治大学政治経済学部在学中。主な競技成績は、2023年四大陸選手権優勝、2022年四大陸選手権銅メダル、2023年エスポーグランプリ優勝、2023年世界ジュニア選手権優勝、2021年全日本ジュニア選手権優勝など。

## 人物
大田区立馬込東中学校、目黒日本大学高等学校卒業。
同世代のライバルである鍵山優真と佐藤駿と仲が良く、インタビューでは「仲間」だと語っている。
憧れの選手は羽生結弦。小3から中1までは羽生を指導した都築章一郎に師事した。
幼少期はスケート以外に体操・水泳・ピアノも習っていたという。フィギュア以外のスポーツでは野球好きであることを明らかにしており、野球選手のトレーディングカード集めを趣味とし、またバッティングセンターで打つことも好きだという。

## 経歴

### ノービス時代
2017–2018シーズン、全日本ノービス選手権Aクラスにて優勝。2017年NHK杯のエキシビションに開催国の招待選手として参加した。

### ジュニア時代
2018–19シーズン、東日本ジュニア選手権で4回転トウループを初成功させた。
2019–20シーズン、初参戦となるジュニアグランプリシリーズのリガ杯に出場、フリースケーティングで4回転トウループを初成功させ、総合7位となった。2020年2月の全国中学校スケート大会では初優勝を飾った。
2020–21シーズン、新型コロナウイルス流行の影響で、ジュニアグランプリシリーズは中止となった。11月の全日本ジュニア選手権では2位。シニアの国際大会である2020年NHK杯に最年少の15歳で出場し、フリースケーティングで4回転サルコウを成功させ6位となった。初出場の全日本選手権では、ショートプログラム13位からフリースケーティングで3本の4回転ジャンプを成功させ、総合7位に入った。1月の冬季国体ジュニア部門では4位。
2021–22シーズン、NHK杯に出場、フリースケーティング・合計で自己ベストを更新し8位となる。翌週の全日本ジュニア選手権ではショートプログラム7位から逆転で初優勝を果たした。全日本選手権では北京オリンピック代表の羽生結弦・宇野昌磨・鍵山優真に次ぐ4位に入り、シニアの四大陸選手権代表に選出された。四大陸選手権では自己ベストを更新し3位、シニアの主要国際大会初のメダルを獲得した。世界選手権代表に選出されていた羽生結弦の欠場により、代替選手として出場予定だったが、左大腿四頭筋肉離れのため欠場となった。4月の世界ジュニア選手権では13位に終わった。

### シニア時代

#### 2022–23シーズン：四大陸選手権・世界ジュニア選手権優勝
2022–23シーズンからシニアに転向。当初フリープログラムに『オペラ座の怪人』を予定していたが、『美女と野獣』に変更した。10月、怪我で欠場した鍵山優真に変わって急遽ジャパンオープンに出場。フリースケーティングを滑り3位で日本チームの優勝に貢献した。グランプリシリーズ初戦となるスケートアメリカでは、ショートプログラム・フリースケーティングともに自己ベストを更新し、海外開催のグランプリシリーズ初出場ながら2位で表彰台に上がった。2週連戦となったスケートカナダでは、ショートプログラム1位で迎えたフリースケーティング直前の6分間練習時に右足の靴紐が切れるアクシデントに見舞われたが、ジャンプ構成を変更して臨み2位、総合2位でグランプリシリーズ2戦連続で表彰台に立った。初出場のグランプリファイナルではショートプログラムで3位につけるも、フリースケーティングでは演技後半で2度のミスがあり、総合で5位に終わった。
全日本選手権ではショートプログラムで13位と出遅れるも、フリースケーティングで2位と巻き返し、総合6位となった。世界選手権の代表には選ばれず、四大陸選手権、世界ジュニア選手権の代表に選ばれた。四大陸選手権ではネイサン・チェンの最年少優勝記録（17歳9か月）を更新する大会史上最年少優勝（17歳8か月）を成し遂げた。世界ジュニア選手権では2位以下に大会史上最大の44.06点差をつけて初優勝を飾り、日本男子では2015年大会の宇野昌磨以来6人目の世界ジュニアチャンピオンとなった。

#### 2023–24シーズン：世界選手権初出場

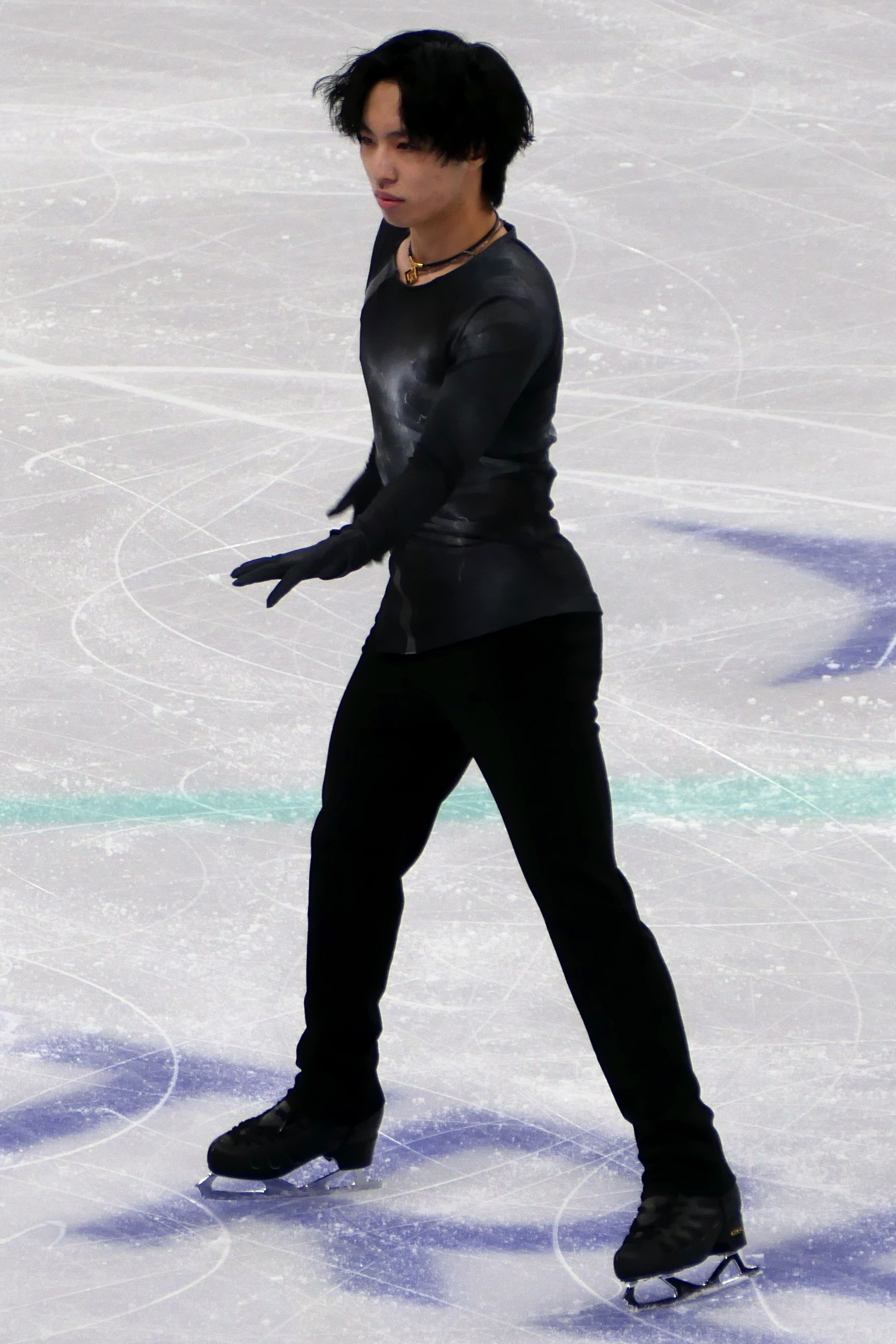
2024年世界選手権のショートプログラムの演技

2023–24シーズン、初戦のフィンランディア杯で優勝。グランプリシリーズ1戦目のスケートカナダではショートプログラムで4位と出遅れたものの、フリースケーティングで1位と巻き返し、総合2位となる。2戦目のエスポーグランプリではグランプリシリーズ初優勝を飾り、2年連続となるグランプリファイナル進出を決めた。グランプリファイナルでは大会期間中に胃腸炎を発症し、フリースケーティングに向けた公式練習を欠席。フリースケーティング本番では4回転ループに挑んだが、結果は2年連続の総合5位となった。胃腸炎の影響で体重が3キロ減った状態で臨んだ全日本選手権では、ショートプログラムでスピンが無価値となるミスがあったものの、2本の4回転ジャンプを成功させて4位発進。フリースケーティングでは非公認記録ながらシーズンベストの186.17点をマークし、280.08点で総合4位に入った。表彰台には乗れなかったものの、シーズン中の競技力の高さが評価され、初の世界選手権代表に選出された。
3月にモントリオールで開催された世界選手権では、ショートプログラムで3回転アクセルの着氷が乱れ、後半のコンビネーションジャンプでは4回転トウループで転倒するなどミスが重なり、85.00点で10位発進となる。フリースケーティングでは4回転ループと4回転サルコウで転倒したものの、後半には4回転-3回転の連続トウループを成功させ169.72点、総合254.72点で8位入賞を果たした。

## 技術・演技
トウループ・サルコウの2種類の4回転ジャンプを跳ぶことが出来る。4回転フリップは練習中。4回転ループを2021年全日本フィギュアスケート選手権で着氷。

## 競技成績

### ISUパーソナルベストスコア
- SP - ショートプログラム、FS - フリースケーティング
- TSS - 部門内合計得点（英: Total segment score）は太字
- TES - 技術要素点（英: Technical element score）、PCS - 演技構成点（英: Program component score）

| 部門 | 種類 | 得点   | 大会               |
| ---- | ---- | ------ | ------------------ |
| 総合 | TSS  | 281.53 | 2023年四大陸選手権 |
| SP   | TSS  | 102.96 | 2024年NHK杯        |
| SP   | TES  | 59.41  | 2024年NHK杯        |
| SP   | PCS  | 46.29  | 2024年NHK杯        |
| FS   | TSS  | 189.63 | 2023年四大陸選手権 |
| FS   | TES  | 102.02 | 2023年四大陸選手権 |
| FS   | PCS  | 87.61  | 2023年四大陸選手権 |

### 戦績表
- GP - ISUグランプリシリーズ
- CS - ISUチャレンジャーシリーズ

| 大会名                       | 2020–21 | 2021–22 | 2022–23 | 2023–24 | 2024–25 | 2025–26 |
| ---------------------------- | ------- | ------- | ------- | ------- | ------- | ------- |
| 世界選手権                   |         | 欠場    |         | 8位     |         |         |
| 四大陸選手権                 |         | 3位     | 1位     |         | 6位     |         |
| GP ファイナル                |         |         | 5位     | 5位     |         |         |
| GP フランスグランプリ        |         |         |         |         |         | TBD     |
| GP エスポー                  |         |         |         | 1位     |         |         |
| GP スケートカナダ            |         |         | 2位     | 2位     |         | TBD     |
| GP スケートアメリカ          |         |         | 2位     |         | 3位     |         |
| GP NHK杯                     | 6位     | 8位     |         |         | 6位     |         |
| CS ロンバルディア杯          |         |         |         |         | 4位     |         |
| CS フィンランディア杯        |         |         |         | 1位     |         |         |
| 冬季ユニバーシティーゲームズ |         |         |         |         | 欠場    |         |
| タリンクホテルズ杯           |         |         |         | 1位     |         |         |
| 全日本選手権                 | 7位     | 4位     | 6位     | 4位     | 8位     |         |

- JGP - ISUジュニアグランプリシリーズ
- 無印 - ジュニアクラス
- N - ノービスクラス、A - ノービスAクラス、B - ノービスBクラス

| 大会名               | 2014–15 | 2015–16 | 2016–17 | 2017–18 | 2018–19 | 2019–20 | 2020–21 | 2021–22 | 2022–23 |
| -------------------- | ------- | ------- | ------- | ------- | ------- | ------- | ------- | ------- | ------- |
| 世界ジュニア選手権   |         |         |         |         |         |         |         | 13位    | 1位     |
| JGP リガ杯           |         |         |         |         |         | 7位     |         |         |         |
| アジアフィギュア杯   |         |         |         | 1位 N   |         |         |         |         |         |
| ババリアンオープン   |         |         |         | 1位 N   |         |         |         |         |         |
| 全日本ジュニア選手権 |         |         |         | 13位    | 8位     | 8位     | 2位     | 1位     |         |
| 全日本ノービス選手権 | 6位 B   | 4位 B   | 4位 A   | 1位 A   |         |         |         |         |         |

### 詳細
パーソナルベストは太字で表示
| 2024-2025 シーズン    |                                                               |          |           |          |
| 開催日                | 大会名                                                        | SP       | FS        | 結果     |
| 2025年2月18日 - 23日  | 2025年四大陸フィギュアスケート選手権（ソウル）                | 5 78.80  | 7 151.68  | 6 230.48 |
| 2025年1月13日 - 23日  | FISU 冬季ワールドユニバーシティゲームズ（トリノ）             |          |           | 欠場     |
| 2024年12月19日 - 22日 | 第93回全日本フィギュアスケート選手権（門真）                  | 4 88.87  | 9 141.22  | 8 230.09 |
| 2024年11月8日 - 10日  | ISUグランプリシリーズ NHK杯（東京）                           | 2 102.96 | 11 137.42 | 6 240.38 |
| 2024年10月18日 - 20日 | ISUグランプリシリーズ スケートアメリカ（アレン）              | 2 99.54  | 3 179.13  | 3 278.67 |
| 2024年9月13日 - 15日  | ISUチャレンジャーシリーズロンバルディアトロフィー（ベルガモ） | 5 76.42  | 4 158.33  | 4 234.75 |

| 2023-2024 シーズン    |                                                          |          |          |          |
| 開催日                | 大会名                                                   | SP       | FS       | 結果     |
| 2024年3月18日 - 24日  | 2024年世界フィギュアスケート選手権（モントリオール）     | 10 85.00 | 7 169.72 | 8 254.72 |
| 2023年12月20日 - 24日 | 第92回全日本フィギュアスケート選手権（長野）             | 4 93.91  | 4 186.17 | 4 280.08 |
| 2023年12月7日 - 10日  | 2023/2024 ISUグランプリファイナル（北京）                | 4 94.86  | 5 166.67 | 5 261.53 |
| 2023年11月17日 - 19日 | ISUグランプリシリーズ エスポーグランプリ（エスポー）     | 1 93.54  | 2 181.02 | 1 274.56 |
| 2023年10月27日 - 29日 | ISUグランプリシリーズ スケートカナダ（バンクーバー ）    | 4 80.80  | 1 177.09 | 2 257.89 |
| 2023年10月6日 - 8日   | ISUチャレンジャーシリーズ フィンランディア杯（エスポー） | 1 90.95  | 1 176.86 | 1 267.81 |

| 2022-2023 シーズン     |                                                              |          |          |          |
| 開催日                 | 大会名                                                       | SP       | FS       | 結果     |
| 2023年2月27日 - 3月5日 | 2023年世界ジュニアフィギュアスケート選手権（カルガリー）     | 1 85.11  | 1 179.63 | 1 264.74 |
| 2023年2月7日 - 12日    | 2023年四大陸フィギュアスケート選手権（コロラドスプリングス） | 1 91.90  | 1 189.63 | 1 281.53 |
| 2022年12月21日 - 25日  | 第91回全日本フィギュアスケート選手権（門真）                 | 13 71.12 | 2 171.43 | 6 242.55 |
| 2022年12月8日 - 11日   | 2022/2023 ISUグランプリファイナル（トリノ）                  | 3 87.07  | 6 158.67 | 5 245.74 |
| 2022年10月28日 - 30日  | ISUグランプリシリーズ スケートカナダ（ミシサガ）             | 1 94.06  | 2 171.23 | 2 265.29 |
| 2022年10月21日 - 23日  | ISUグランプリシリーズ スケートアメリカ（ノーウッド）         | 1 94.96  | 2 178.23 | 2 273.19 |
| 2022年10月8日          | ジャパンオープン2022（さいたま）                             | -        | 3 169.94 | 1 団体   |

| 2021-2022 シーズン    |                                                        |          |          |           |
| 開催日                | 大会名                                                 | SP       | FS       | 結果      |
| 2022年4月13日 - 17日  | 2022年世界ジュニアフィギュアスケート選手権（タリン）   | 20 60.03 | 8 137.56 | 13 197.59 |
| 2022年3月21日 - 27日  | 2022年世界フィギュアスケート選手権（モンペリエ）       |          |          | 欠場      |
| 2022年1月18日 - 23日  | 2022年四大陸フィギュアスケート選手権（タリン）         | 3 88.37  | 3 162.70 | 3 251.07  |
| 2021年12月22日 - 26日 | 第90回全日本フィギュアスケート選手権（さいたま）       | 5 92.81  | 4 183.35 | 4 276.16  |
| 2021年11月19日 - 21日 | 第90回全日本フィギュアスケートジュニア選手権（名古屋） | 7 64.00  | 1 165.28 | 1 229.28  |
| 2021年11月12日 - 14日 | 2021年NHK杯国際フィギュアスケート競技大会（東京）      | 8 76.62  | 7 156.27 | 8 232.89  |

| 2020-2021 シーズン    |                                                      |          |          |          |
| 開催日                | 大会名                                               | SP       | FS       | 結果     |
| 2020年12月24日 - 27日 | 第89回全日本フィギュアスケート選手権（長野）         | 13 67.61 | 5 153.65 | 7 221.26 |
| 2020年11月27日 - 29日 | 2020年NHK杯国際フィギュアスケート競技大会（門真）    | 8 66.84  | 2 143.69 | 6 210.53 |
| 2020年11月21日 - 23日 | 第89回全日本フィギュアスケートジュニア選手権（八戸） | 5 71.56  | 1 136.15 | 2 207.71 |

| 2019-2020 シーズン    |                                                      |          |          |          |
| 開催日                | 大会名                                               | SP       | FS       | 結果     |
| 2019年11月15日 - 17日 | 第88回全日本フィギュアスケートジュニア選手権（横浜） | 15 57.86 | 4 122.54 | 8 180.40 |
| 2019年9月4日 - 7日    | ISUジュニアグランプリ リガ杯（リガ）                 | 10 59.94 | 5 125.56 | 7 185.50 |

## プログラム使用曲

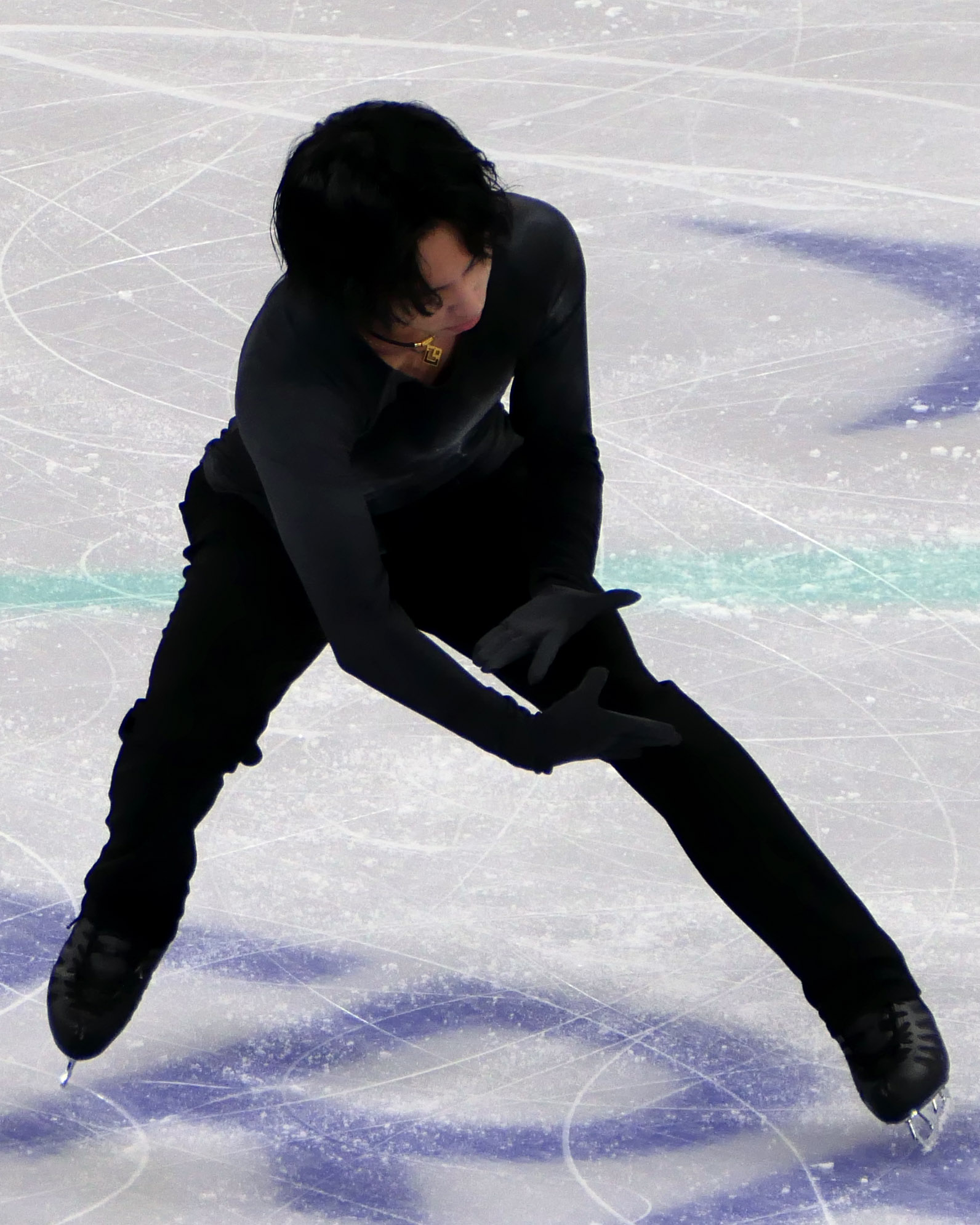
This Place Was A Shelter

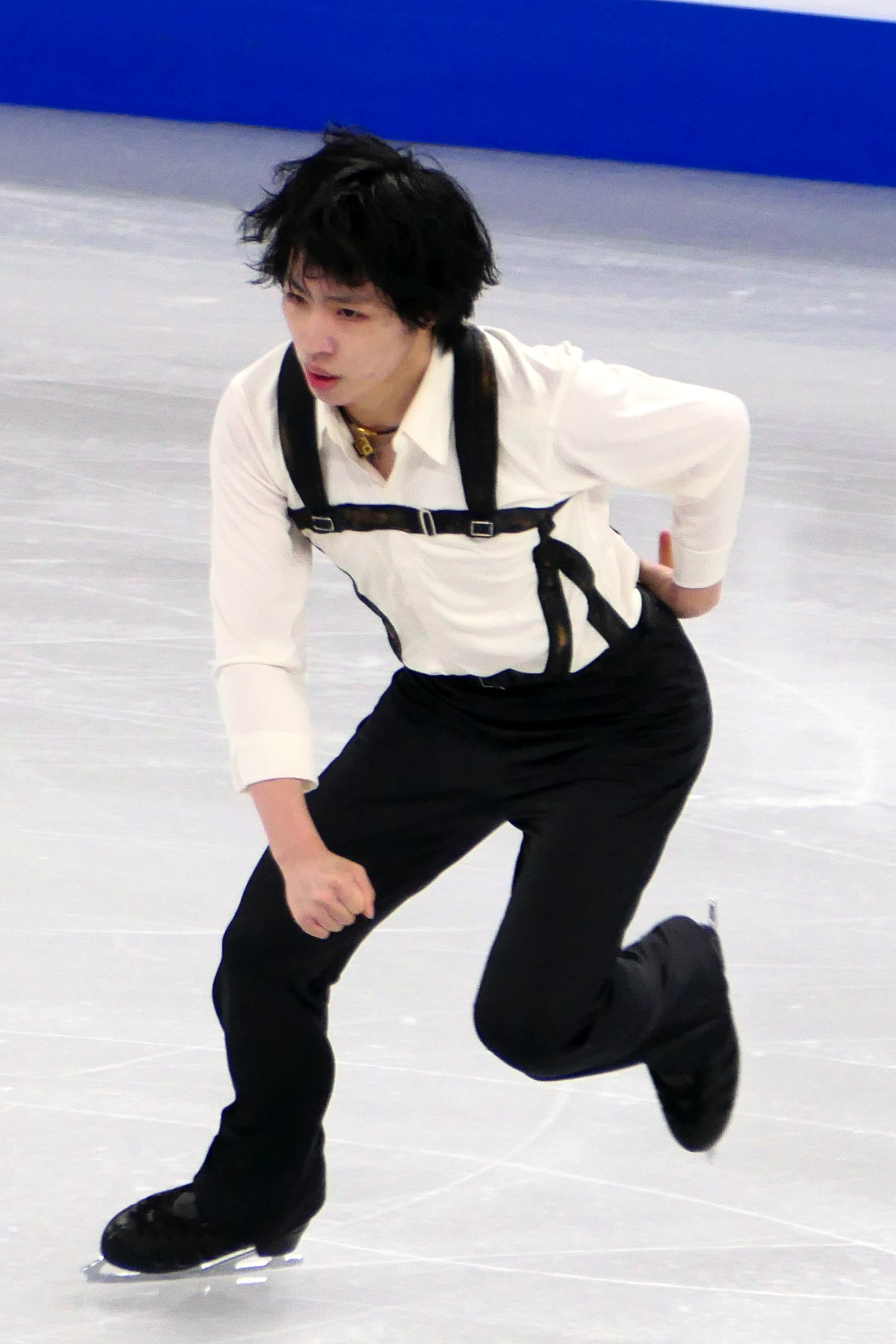
進撃の巨人

| シーズン | ショートプログラム                                                                     | フリースケーティング                                                       | エキシビション                                 |
| -------- | -------------------------------------------------------------------------------------- | -------------------------------------------------------------------------- | ---------------------------------------------- |
| 2014–15  | —                                                                                      | ピアノ協奏曲イ短調 - 振付：都築奈加子                                      | —                                              |
| 2015–16  | —                                                                                      | ロクサーヌのタンゴ                                                         | —                                              |
| 2016–17  | —                                                                                      | パガニーニの主題による狂詩曲Op.43 - 振付：都築奈加子                       | —                                              |
| 2017–18  | 映画『ムーラン・ルージュ』より - 作曲：クレイグ・アームストロング                      | ミュージカル『オペラ座の怪人』より - 作曲：アンドルー・ロイド・ウェバー    | —                                              |
| 2018–19  | —                                                                                      | 映画『ロミオ+ジュリエット』より - 作曲：クレイグ・アームストロング         | —                                              |
| 2019–20  | Rise - 作曲：サフリ・デュオ - 振付：ルカ・ラノッテ                                     | 映画『ノートルダムの鐘』より - 振付：佐藤操                                | —                                              |
| 2020–21  | Feeling Good - 振付：佐藤紀子                                                          | 映画『ラスト サムライ』より - 振付：岩本英嗣                               | Piano Man - 曲：ビリー・ジョエル               |
| 2021–22  | 『四季』より「冬」 - 作曲：アントニオ・ヴィヴァルディ - 振付：佐藤紀子                 | ポエタ - 作曲：ビセンテ・アミーゴ - 振付：岩本英嗣                         | Give Me Love - 曲：エド・シーラン              |
| 2022–23  | メドレー 1. ミケランジェロ '70 2. 天使の死 - 作曲：アストル・ピアソラ - 振付：宮本賢二 | 『オペラ座の怪人』より - 振付：吉野晃平                                    | 組曲『』 - 作曲：→Pia-no-jaC← - 振付：吉野晃平 |
| 2022–23  | メドレー 1. ミケランジェロ '70 2. 天使の死 - 作曲：アストル・ピアソラ - 振付：宮本賢二 | 映画『美女と野獣』より - 作曲：アラン・メンケン - 振付：岩本英嗣           | 組曲『』 - 作曲：→Pia-no-jaC← - 振付：吉野晃平 |
| 2023–24  | This Place Was A Shelter - 曲：オーラヴル・アルナルズ - 振付：ブノワ・リショー         | 『進撃の巨人』 - 振付：シェイ＝リーン・ボーン                              | Natural - 曲：イマジン・ドラゴンズ             |
| 2024–25  | Conquest of Spaces - 曲：Woodkid - 振付：ブノワ・リショー                              | 『シェルブールの雨傘』 - 曲：Michel Legrand - 振付：シェイ＝リーン・ボーン |                                                |

## スポンサーシップ・アドバイザリー・サポート契約
- 株式会社 A. GLOBAL(旧社名 ARTISTIC＆CO. GLOBAL) (2022年 - )[42]
- 株式会社コラントッテ (2023年 - )[43]
- 株式会社ホットパレット(ペッパーランチ) (2024年 - )[44]
- 株式会社ブルーミューズ (2024年 - )[45]